# Paul Döring
Paul Döring (* 27. März 1911; † unbekannt) war ein deutscher Fußballtrainer, der in den 1950er Jahren in Dresden die SG Volkspolizei/Dynamo Dresden und die BSG Rotation Dresden in der DDR-Oberliga betreute.

## Sportliche Laufbahn
Döring gehörte im Sommer 1950 zum Trainerteam des Sichtungslehrgangs der DDR-Sportvereinigung Deutsche Volkspolizei, die in Forst talentierte Fußballspieler aus den Polizei-Sportgemeinschaften der DDR für den neuen Spitzenklub der Sportvereinigung, die SG Volkspolizei Dresden, auswählen sollte. Als Co-Trainer neben Fritz Sack betreute Döring in der Saison 1950/51 die neu zusammengestellte Mannschaft der SG VP Dresden, die ohne sportliche Qualifikation in die höchste Fußball-Liga der DDR (Oberliga) eingegliedert worden war.
Nach einem knapp einjährigen Intermezzo beim Aufsteiger in die zweitklassige DDR-Liga, SG Volkspolizei Weimar, wo er den Grundstein zum Klassenerhalt legte, kehrte Döring im März 1952 zur SG VP Dresden zurück, wo er am 28. Spieltag der Saison 1951/52 den bisherigen Trainer Rolf Kukowitsch ablöste. In den verbleibenden elf Punktspielen sicherte er der SG die Vizemeisterschaft und führte die Mannschaft zum Gewinn des DDR-Fußballpokals. Im Jahr 1953 wurde die Mannschaft – die SG war im Laufe der Saison in Dynamo Dresden umbenannt worden – unter Leitung von Paul Döring DDR-Meister.
Trotz dieser Erfolge verließ Döring die SG Dynamo und wechselte zum Lokalrivalen und Oberligakonkurrenten BSG Rotation Dresden. Er betreute die Oberligamannschaft während der Saison 1953/54, konnte sie aber gegenüber der vorangegangenen Spielzeit nicht verbessern. Nach Platz vier 1952/53 erreichte die BSG Rotation unter Döring nur den siebenten Rang. Nach dem Ende der Saison wurde er als Trainer der Oberligamannschaft entlassen. Der Trainerrat der Sektion Fußball fasste aufgrund einer Aussprache mit dem Kollektiv der SC Einheit Dresden und nach persönlicher Rücksprache mit Döring den Beschluss, ihm die Lizenz als Fußballtrainer bis 31. Dezember 1955 zu entziehen. Paul Döring, so berichteten Medien, hätte das Training vernachlässigt und seine Arbeit als Erzieher sei prinzipienlos.
Anschließend tauchte Paul Döring nicht mehr im höherklassigen DDR-Fußball auf. In der Pokalsaison 1957 erregte er DDR-weit noch einmal Aufmerksamkeit, als er mit der fünftklassigen BSG Rotation Wesenitztal nach zwei Qualifikationsrunden die 1. Hauptrunde im DDR-Fußballpokal erreichte (Aktivist Laubusch 1:6).